# Fernando Paternoster
Fernando Paternoster (Pehuajó, 24 mei 1903 – Buenos Aires, 6 juni 1967) was een Argentijns voetballer en voetbalcoach.
Op de Olympische Zomerspelen van 1928 won hij de zilveren medaille met het Argentijns voetbalelftal nadat de ploeg de finale had verloren van het Uruguayaans voetbalelftal. Paternoster was tevens een van de spelers die deel uitmaakten van de Argentijnse selectie voor het eerste WK voetbal in 1930. Ook hier kende de finale dezelfde afloop.
Paternoster was later onder meer bondscoach van Colombia (1938), en clubcoach bij Millonarios en Emelec. Met die laatste club won hij de Ecuadoraanse landstitel in 1965.